# تلمبه مهدی‌آباد (سیرجان)
تلمبه مهدی‌آباد یک منطقهٔ مسکونی در ایران است که در دهستان گلستان (سیرجان) واقع شده‌است.